# Jošijuki Macujama
Jošijuki Macujama (japonsko 松山 吉之), japonski nogometaš, * 31. julij 1966.
Za japonsko reprezentanco je odigral 10 uradnih tekem.